# Tuffi ai Giochi della XXXIII Olimpiade - Piattaforma 10 metri maschile
La gara dei tuffi dalla piattaforma 10 metri maschile dei Giochi della XXXIII Olimpiade di Parigi è stata disputata dal 9 all'10 agosto 2024 presso il Paris Aquatics Centre. Vi hanno partecipato 26 atleti provenienti da 18 nazioni. La gara si è svolta in tre turni, in ognuno dei quali gli atleti hanno eseguito una serie di sei tuffi ciascuno.
Il tuffatore cinese Cao Yuan ha difeso il titolo olimpico precedentemente ottenuto a Tokyo 2020, vincendo la medaglia d'oro. Il giapponese Rikuto Tamai e l'inglese Noah Williams si sono, invece, rispettivamente aggiudicati la medaglia d'argento e di bronzo.

## Programma
| Data           | Ora (UTC+2) | Turno       |
| -------------- | ----------- | ----------- |
| 9 agosto 2024  | 10:00       | Preliminari |
| 10 agosto 2024 | 10:00       | Semifinale  |
| 10 agosto 2024 | 15:00       | Finale      |

### Format di gara
La competizione è suddivisa in tre turni:
- Turno preliminare: tutti i 26 tuffatori eseguono 6 tuffi ciascuno e i migliori 18 avanzano alle semifinali.
- Semifinale: non vengono considerati i punteggi ottenuti al turno preliminare. I 18 tuffatori rimasti in gara eseguono 6 tuffi ciascuno e i migliori 12 avanzano in finale.
- Finale: non vengono considerati i punteggi ottenuti alla semifinale. I 12 tuffatori rimasti in gara eseguono 6 tuffi ciascuno e i migliori tre vengono premiati rispettivamente con la medaglia d'oro, d'argento e di bronzo.

Durante ogni round di sei tuffi deve essere eseguito almeno un tuffo dei cinque gruppi previsti (avanti, indietro, rovesciato, ritornato e avvitamento). Il sesto tuffo può appartenere a qualsiasi gruppo ma non può ripetere uno degli altri tuffi già eseguiti. Ad ogni tuffo è assegnato un grado di difficoltà basato su salti mortali, posizione, avvitamenti, approccio e ingresso in acqua. Nonostante non esista un limite massimo di difficoltà dei tuffi, il tuffo più difficile calcolato dal regolamento della World Aquatics, ex FINA, (rovesciato con 4 salti mortali e 1⁄2 in posizione verticale e indietro con 4 salti mortali 1⁄2 in posizione verticale) ha un coefficiente di difficoltà di 4.7, ma gli atleti potrebbero anche eseguire tuffi più difficile. Il punteggio è determinato da un panel di sette giudici. Per ogni tuffo, ogni giudice assegna un punteggio tra 0 e 10, con incrementi di 0.5. I due punteggi migliori e i due punteggi peggiori vengono scartati. I restanti tre punteggi vengono sommati e moltiplicati per il grado di difficoltà, ottenendo il punteggio complessivo finale del tuffo. La somma dei punteggi dei sei tuffi costituisce il punteggio finale del turno.

## Qualificazioni
Le qualificazioni per il Trampolino 3 metri maschile sono state attribuite come segue:
- Campionati mondiali di nuoto 2023 – I 12 finalisti di ogni evento individuale durante i Campionati mondiali di nuoto di Fukuoka del 2023, tenutisi dal 14 al 30 luglio 2023, garantiscono un posto nazione ai propri Comitati olimpici nazionali.
- Tornei di qualificazioni continentali – I vincitori di ogni evento individuale durante uno dei 5 tornei continentali approvati dalla World Aquatics (Africa, le Americhe, Asia, Europa e Oceania) garantiscono un posto nazione ai propri Comitati olimpici nazionali.
- Campionanti mondiali di nuoto 2024 – I 12 tuffatori con il miglior punteggio in classifica idonei per le qualificazioni durante i Campionati mondiali della FINA 2024, tenutisi a Doha dal 2 al 18 febbraio, si sono garantiti un posto nei propri Comitati olimpici nazionali, rispettando il limite di due partecipanti per nazione e non superando la quota di 136 atleti (68 per genere).
- Riallocazione quote inutilizzate – Posti aggiuntivi sono stati riassegnati a tuffatori idonei posizionatisi dal 13° posto in su nei vari eventi individuali dei Campionati del mondo di nuoto del 2024, fino al raggiungimento della quota di 136 atleti (68 per genere).
- Nazione ospitante – In quanto nazione ospitante, la Francia ha di diritto quattro posti da distribuire negli eventi di tuffi individuali maschili.

## Risultati
Hanno avuto accesso al turno preliminare 26 tuffatori, in rappresentanza di 18 nazioni.
| Pos.    | Atleta                 | Nazione        | Preliminare | Preliminare | Semifinale      | Semifinale      | Finale          | Finale          | Finale          | Finale          | Finale          | Finale          | Finale          |
| Pos.    | Atleta                 | Nazione        | Punti       | Pos.        | Punti           | Pos.            | T1              | T2              | T3              | T4              | T5              | T6              | Totale          |
| ------- | ---------------------- | -------------- | ----------- | ----------- | --------------- | --------------- | --------------- | --------------- | --------------- | --------------- | --------------- | --------------- | --------------- |
| Oro     | Cao Yuan               | Cina           | 500.15      | 1           | 504.00          | 1               | 96.90           | 86.40           | 97.20           | 91.80           | 88.80           | 86.40           | 547.50          |
| Argento | Rikuto Tamai           | Giappone       | 497.15      | 2           | 477.00          | 3               | 88.00           | 95.40           | 94.35           | 91.80           | 39.10           | 99.00           | 507.65          |
| Bronzo  | Noah Williams          | Gran Bretagna  | 446.70      | 8           | 400.90          | 12              | 78.40           | 86.40           | 81.60           | 63.00           | 93.60           | 94.35           | 497.35          |
| 4       | Cassiel Rousseau       | Australia      | 453.10      | 7           | 469.25          | 4               | 86.70           | 81.00           | 76.80           | 61.20           | 82.80           | 92.50           | 481.00          |
| 5       | Randal Willars         | Messico        | 460.75      | 6           | 432.45          | 7               | 84.00           | 88.40           | 73.50           | 84.60           | 84.40           | 61.50           | 478.40          |
| 6       | Timo Barthel           | Germania       | 402.65      | 12          | 411.50          | 9               | 70.40           | 69.30           | 79.20           | 67.50           | 81.60           | 78.20           | 446.20          |
| 7       | Rylan Wiens            | Canada         | 485.25      | 3           | 468.40          | 5               | 76.80           | 88.80           | 90.10           | 70.20           | 42.90           | 76.80           | 445.60          |
| 8       | Oleksiy Sereda         | Ucraina        | 479.45      | 5           | 405.05          | 11              | 67.20           | 66.60           | 66.30           | 75.60           | 64.80           | 86.40           | 426.90          |
| 9       | Kevin Berlín           | Messico        | 407.15      | 11          | 428.65          | 8               | 65.60           | 59.50           | 79.90           | 77.40           | 53.65           | 84.60           | 420.65          |
| 10      | Nathan Zsombor-Murray  | Canada         | 407.20      | 10          | 410.80          | 10              | 83.20           | 61.05           | 64.35           | 72.00           | 45.90           | 78.40           | 404.90          |
| 11      | Kyle Kothari           | Gran Bretagna  | 433.10      | 9           | 443.55          | 6               | 70.40           | 81.60           | 72.00           | 44.55           | 59.20           | 73.80           | 401.55          |
| 12      | Yang Hao               | Cina           | 479.80      | 4           | 490.55          | 2               | 76.80           | 59.50           | 61.20           | 54.00           | 83.20           | 55.50           | 390.20          |
| 13      | Riccardo Giovannini    | Italia         | 387.65      | 15          | 400.65          | 13              | Non qualificato | Non qualificato | Non qualificato | Non qualificato | Non qualificato | Non qualificato | Non qualificato |
| 14      | Robert Łukaszewicz     | Polonia        | 366.05      | 18          | 396.45          | 14              | Non qualificato | Non qualificato | Non qualificato | Non qualificato | Non qualificato | Non qualificato | Non qualificato |
| 15      | Andreas Sargent Larsen | Italia         | 369.50      | 16          | 394.15          | 15              | Non qualificato | Non qualificato | Non qualificato | Non qualificato | Non qualificato | Non qualificato | Non qualificato |
| 16      | Jaxon Bowshire         | Australia      | 390.30      | 14          | 379.40          | 16              | Non qualificato | Non qualificato | Non qualificato | Non qualificato | Non qualificato | Non qualificato | Non qualificato |
| 17      | Brandon Loschiavo      | Stati Uniti    | 393.65      | 13          | 372.45          | 17              | Non qualificato | Non qualificato | Non qualificato | Non qualificato | Non qualificato | Non qualificato | Non qualificato |
| 18      | Shin Jung-whi          | Corea del Sud  | 369.20      | 17          | 290.60          | 18              | Non qualificato | Non qualificato | Non qualificato | Non qualificato | Non qualificato | Non qualificato | Non qualificato |
| 19      | Carson Tyler           | Stati Uniti    | 363.75      | 19          | Non qualificato | Non qualificato | Non qualificato | Non qualificato | Non qualificato | Non qualificato | Non qualificato | Non qualificato | Non qualificato |
| 20      | Alejandro Solarte      | Colombia       | 363.10      | 20          | Non qualificato | Non qualificato | Non qualificato | Non qualificato | Non qualificato | Non qualificato | Non qualificato | Non qualificato | Non qualificato |
| 21      | Igor Myalin            | Uzbekistan     | 357.10      | 21          | Non qualificato | Non qualificato | Non qualificato | Non qualificato | Non qualificato | Non qualificato | Non qualificato | Non qualificato | Non qualificato |
| 22      | Im Yong-myong          | Corea del Nord | 347.10      | 22          | Non qualificato | Non qualificato | Non qualificato | Non qualificato | Non qualificato | Non qualificato | Non qualificato | Non qualificato | Non qualificato |
| 23      | Anton Knoll            | Austria        | 321.55      | 23          | Non qualificato | Non qualificato | Non qualificato | Non qualificato | Non qualificato | Non qualificato | Non qualificato | Non qualificato | Non qualificato |
| 24      | Kim Yeong-taek         | Corea del Sud  | 320.40      | 24          | Non qualificato | Non qualificato | Non qualificato | Non qualificato | Non qualificato | Non qualificato | Non qualificato | Non qualificato | Non qualificato |
| 25      | Bertrand Rhodict Lises | Malaysia       | 313.70      | 25          | Non qualificato | Non qualificato | Non qualificato | Non qualificato | Non qualificato | Non qualificato | Non qualificato | Non qualificato | Non qualificato |
| 26      | Ramez Sobhy            | Egitto         | 266.95      | 26          | Non qualificato | Non qualificato | Non qualificato | Non qualificato | Non qualificato | Non qualificato | Non qualificato | Non qualificato | Non qualificato |